# Liste der Kulturgüter in Gurmels
Die Liste der Kulturgüter in Gurmels enthält alle Objekte in der Gemeinde Gurmels im Kanton Freiburg, die gemäss der Haager Konvention zum Schutz von Kulturgut bei bewaffneten Konflikten, dem Bundesgesetz vom 20. Juni 2014 über den Schutz der Kulturgüter bei bewaffneten Konflikten sowie der Verordnung vom 29. Oktober 2014 über den Schutz der Kulturgüter bei bewaffneten Konflikten unter Schutz stehen.
Objekte der Kategorie A sind im Gemeindegebiet nicht ausgewiesen, Objekte der Kategorie B sind vollständig in der Liste enthalten, Objekte der Kategorie C fehlen zurzeit (Stand: 1. Januar 2023).

## Kulturgüter
| Foto |                                                                                          | Objekt                                                        | Kat. | Typ | Standort                                         | Beschreibung |
| ---- | ---------------------------------------------------------------------------------------- | ------------------------------------------------------------- | ---- | --- | ------------------------------------------------ | ------------ |
| BW   | Datei hochladen · Wikidata zu Dorfschmiede (Q29695255)                                   | Dorfschmiede KGS-Nr.: 01996                                   | B    | G   | Cordast, Dorfstrasse 19 578149 / 191602          |              |
| ja   | Datei hochladen · Wikidata zu Pfarrkirche St. German (Q29695348)                         | Pfarrkirche St. German KGS-Nr.: 02202                         | B    | G   | St. Germanstrasse 30 579651 / 193543             |              |
| BW   | Datei hochladen · Wikidata zu Kapelle Unserer Lieben Frau auf dem Dürrenberg (Q29695332) | Kapelle Unserer Lieben Frau auf dem Dürrenberg KGS-Nr.: 02203 | B    | G   | Kapellenweg 16 580202 / 193809                   |              |
| BW   | Datei hochladen · Wikidata zu Kapelle Johannes der Täufer (Q29695301)                    | Kapelle Johannes der Täufer KGS-Nr.: 13025                    | B    | G   | Guschelmuth, Grossguschelmuth 18 576888 / 192207 |              |
| BW   | Datei hochladen · Wikidata zu Landsitz Fégely (Q29695317)                                | Landsitz Fégely KGS-Nr.: 13026                                | B    | G   | Monterschu 66 579495 / 192281                    |              |